# Municipio de Morrow (condado de Adair)
El municipio de Morrow (en inglés: Morrow Township) es un municipio ubicado en el condado de Adair en el estado estadounidense de Misuri. En el año 2010 tenía una población de 431 habitantes y una densidad poblacional de 3,12 personas por km².

## Geografía
El municipio de Morrow se encuentra ubicado en las coordenadas 40°15′49″N 92°47′42″O / 40.26361, -92.79500. Según la Oficina del Censo de los Estados Unidos, el municipio tiene una superficie total de 138.27 km², de la cual 138,21 km² corresponden a tierra firme y (0,04 %) 0,05 km² es agua.

## Demografía
Según el censo de 2010, había 431 personas residiendo en el municipio de Morrow. La densidad de población era de 3,12 hab./km². De los 431 habitantes, el municipio de Morrow estaba compuesto por el 98,61 % blancos, el 0,46 % eran afroamericanos, el 0,7 % eran amerindios y el 0,23 % eran de una mezcla de razas. Del total de la población el 0,23 % eran hispanos o latinos de cualquier raza.